# Agnis Čavars
Agnis Čavars (født 31. juli 1986 i Ķekava) er en lettisk basketballspiller som deltog i de olympiske lege 2020.